# متحف ذمار الإقليمي
متحف ذمار الإقليمي للآثار بذمار، شيد في منطقة هران شمال مدينة ذمار سنة 2002 م
وهو المتحف الرئيسي في المحافظة، ويتضمن المتحف 12500 قطعة تشهد على التراث الثقافي الغني لليمن.
في نهاية شهر مايو 2015 استهدفت غارات جوية المتحف ما أدى لتدميره تماماً، وذلك خلال العمليات العسكرية ضد الحوثيين.

## أقسام المتحف
يتكون من دورين، وخمس قاعات كبيرة لعرض الآثار والمخطوطات والموروث الشعبي، إضافة إلى غرف مخصصة لتخزين القطع الأثرية ومعامل لترميم وصيانة وحفظ الآثار ومعامل للتصوير، وإنتاج النماذج التعليمية والوسائل السمعية والبصرية.
يحتوي على عدة صالات للعرض المتحفي :
- صالة للآثار القديمة مما عثر عليه في مناطق مختلفة من المحافظة، أو من خلال الحفريات الآثارية .
- صالة للآثار الإسلامية أهم محتوياتها منبر الجامع الكبير بذمار .
- والصالة الثالثة لعرض نماذج من الموروث الشعبي في المحافظة.